# 1872 Helenos
1872 Helenos è un asteroide troiano di Giove del campo troiano. Scoperto nel 1971, presenta un'orbita caratterizzata da un semiasse maggiore pari a 5,3189756 UA e da un'eccentricità di 0,0475852, inclinata di 14,64172° rispetto all'eclittica.
L'asteroide è dedicato a Eleno, figlio di Priamo.